# ツール・ド・フランス1938
ツール・ド・フランス1938は、ツール・ド・フランスとしては32回目の大会。1938年7月5日から7月31日まで、全21ステージで行われた。

## 総合成績
| 順位 | 選手名                       | 国籍           | 時間            |
| ---- | ---------------------------- | -------------- | --------------- |
| 1    | ジーノ・バルタリ             | イタリア       | 148時間29分12秒 |
| 2    | フェリシアン・ヴェルヴァック | ベルギー       | +18分27秒       |
| 3    | ヴィクトール・コソン         | フランス       | +29分26秒       |
| 4    | エドワール・ヴィセール       | ベルギー       | +35分08秒       |
| 5    | マティアス・クラマン         | ルクセンブルク | +42分08秒       |
| 6    | マリオ・ヴィチーニ           | イタリア       | +44分59秒       |
| 7    | ジュール・ロビエ             | ベルギー       | +48分56秒       |
| 8    | アントナン・マーニュ         | フランス       | +49分00秒       |
| 9    | マルセル・キント             | ベルギー       | +59分49秒       |
| 10   | ダンテ・ジャネッロ           | イタリア       | +1時間06分47秒  |

### マイヨ・ジョーヌ保持者
| 選手名                       | 国籍           | 首位区間   |
| ---------------------------- | -------------- | ---------- |
| ヴィリ・オペルベック         | ドイツ国       | 第1        |
| ジャン・マジュリュ           | ルクセンブルク | 第2-第6(a) |
| アンドレ・ルデュック         | フランス       | 第6(b)-第7 |
| フェリシアン・ヴェルヴァック | ベルギー       | 第8-第13   |
| ジーノ・バルタリ             | イタリア       | 第14-最終  |

### 各部門賞結果
| 第32回 ツール・ド・フランス 1938 |                                         |
| 全行程                           | 21区間、 4680km                         |
| 総合優勝                         | ジーノ・バルタリ 148時間29分12秒        |
| 2位                              | フェリシアン・ヴェルヴァック +18分27秒  |
| 3位                              | ヴィクトール・コソン +29分26秒          |
| 4位                              | エドワール・ヴィセール +35分08秒        |
| 5位                              | マティアス・クラマン +42分08秒          |
| 山岳賞                           | ジーノ・バルタリ 107ポイント            |
| 2位                              | フェリシアン・ヴェルヴァック 79ポイント |
| 3位                              | エドワール・ヴィセール 76ポイント       |